# Becoming (filme)
Becoming é um documentário americano de 2020, dirigido por Nadia Hallgren sobre a ex-primeira-dama dos Estados Unidos, Michelle Obama. O filme foi distribuído pela Netflix e produzido pela Higher Ground Productions. O documentário é parcialmente baseado em seu livro de memórias mais vendido com o mesmo nome, lançado em 2018. O filme foi lançado na Netflix em 6 de maio de 2020.
A diretora do documentário foi Nadira Hallgren. Ela acompanhou Michelle Obama em sua turnê de 34 cidades após o livro Becoming, que foi publicado. O documentário mostra imagens das viagens de Obama, talk-shows e seu trabalho durante seu mandato como primeira-dama.